# 杨志厅
杨志厅（1972年3月—），男，汉族，云南凤庆人，中华人民共和国政治人物。现任临沧市人民政府副市长。

## 生平
研究生学历，中华人民共和国政治人物，1994年7月加入中国共产党。1990年参加工作开始，先后在凤庆县、临沧地区行署、临沧市人民政府、中共临翔区委工作。2015年12月，任中共沧源佤族自治县委书记。

## 资料来源
1. ↑  . www.cangyuan.gov.cn.   [2018-01-30]. （原始内容存档于2018-01-30）.
2. ↑  . 人民网. 地方领导资料库. 2017-12-08. （原始内容存档于2018-01-30）.

| 中国共产党职务 | 中国共产党职务               | 中国共产党职务 |
| -------------- | ---------------------------- | -------------- |
| 前任： 李银峰  | 中共沧源县委书记 2015年12月— | 繼任： '       |